# Вулиця Новощіпний Ряд
Новощіпний Ряд — вулиця в Одесі. Починається від вулиці Водопровідної у районі Старосінної площі і закінчується перетином із вулицею Преображенською та Старопортофранківською. Новощепний ряд знаходиться у Приморському районі, на околиці Старого міста. До Новощепного ряду прилягає Старий Християнський цвинтар, а також Зоопарк та Ринок Привоз.

## Історія
1888 року Григорієм Григоровичем Маразлі було пожертвувані 30 тисяч російських рублів на побудову богодільні, яка вміщала у себе нічліжний притулок та столову для бідних та дітей. У Радянському союзі вулиця Новощепний ряд мала назву «Естонська», а вже у роки незалежності їй було повернуто історичну назву.
У травні 2020 стало відомо, що на вулиці, яка на той момент перебувала в поганому технічному стані, розпочнеться капітальний ремонт.
Мають бути замінені трамвайні рейки, підземні комунікації, покриття дороги та тротуарів